# دولت‌پور، جهلم
دولت‌پور (به انگلیسی: Daulatpur) یک روستا در پاکستان است که در ناحیه جهلم واقع شده‌است.